# Чемпионат мира по шорт-треку среди юниоров 2001
Чемпионат мира по шорт-треку среди юниоров 2001 года проходил с 5 по 7 января в Варшаве (Польша).
Чемпионат включает в себя четыре дистанции — 500, 1000, 1500 и 1500 метров — суперфинал. На дистанциях сначала проводятся предварительные забеги, затем лучшие шорт-трекисты участвуют в финальных забегах. Чемпионом мира становится спортсмен, набравший наибольшую сумму очков по итогам четырёх дистанций. В случае равенства набранных очков преимущество отдаётся спортсмену, занявшему более высокое место в суперфинале на дистанции 1500 м. С 2001 года проводятся эстафеты у девушек и юношей на 2000 м. С 2019 года абсолютный чемпион не разыгрывается.

## Общий медальный зачёт
| Место | Страна           | Золото | Серебро | Бронза | Всего |
| ----- | ---------------- | ------ | ------- | ------ | ----- |
| 1     | Республика Корея | 5      | 4       | 5      | 14    |
| 2     | Канада           | 3      | 1       | 0      | 4     |
| 3     | Китай            | 1      | 4       | 1      | 6     |
| 4     | Япония           | 1      | 1       | 1      | 3     |
| 5     | Италия           | 0      | 0       | 2      | 2     |

## Медалисты

### Юноши
| Дисциплина        | Золото                                               | Серебро                     | Бронза                   |
| ----------------- | ---------------------------------------------------- | --------------------------- | ------------------------ |
| 500 м             | Го Вэй Китай                                         | Ли Хаонань Китай            | Никола Родигари Италия   |
| 1000 м            | Ли Сын Джэ Республика Корея                          | Мин Рен Республика Корея    | Никола Родигари Италия   |
| 1500 м            | Ли Сын Джэ Республика Корея                          | Хаято Суёти Япония          | Го Вэй Китай             |
| 1500 м суперфинал | Мин Рен Республика Корея                             | Ли Сын Джэ Республика Корея | Го Вэй Китай             |
| Многоборье        | Ли Сын Джэ Республика Корея                          | Го Вэй Китай                | Мин Рен Республика Корея |
| Эстафета-2000 м   | Япония · Хаято Суёти · Ике Томонори · Айкихиро Омура | Го Вэй Ли Е Ли Хаонань      | место не присуждалось    |

### Девушки
| Дисциплина        | Золото                                                   | Серебро                     | Бронза                                          |
| ----------------- | -------------------------------------------------------- | --------------------------- | ----------------------------------------------- |
| 500 м             | Мари-Ив Дроле Канада                                     | Ко Ги Хён Республика Корея  | Чхве Мин Гён Республика Корея                   |
| 1000 м            | Ко Ги Хён Республика Корея                               | Мари-Ив Дроле Канада        | Чхве Мин Гён Республика Корея                   |
| 1500 м            | Мари-Ив Дроле Канада                                     | Пак Хе Рим Республика Корея | Чхве Мин Гён Республика Корея                   |
| 1500 м суперфинап | Ко Ги Хён Республика Корея                               | Мари-Ив Дроле Канада        | Чхве Мин Гён Республика Корея                   |
| Многоборье        | Мари-Ив Дроле Канада                                     | Ко Ги Хён Республика Корея  | Чхве Мин Гён Республика Корея                   |
| Эстафета-2000 м   | Республика Корея · Ко Ги Хён · Чхве Мин Гён · Пак Хе Рим | Гэнь Ли Мао Ди Лю Цуйцзя    | Япония · Миёки Озава · Мика Озава · Ёко Ильзука |